# Barry Corbin
Pour les articles homonymes, voir Corbin.
Barry Corbin (né Leonard Barry Corbin) est un acteur américain, né le 16 octobre 1940 à Lamesa, au Texas (États-Unis).

## Biographie
Barry Corbin est né le 16 octobre 1940 à Lamesa, Texas. Il est le fils d'Alma LaMerle Scott (1918-1994), enseignante et Kilmer B. Corbin (1919-1993), chef d'établissement scolaire, juge et sénateur démocrate du Texas de 1949 à 1957. Il a une sœur Jane Corbin et un frère Kilmer Blaine Corbin Jr.
Il effectua sa scolarité à la Monterey High School de Lubbock, puis étudia le théâtre à la Université Texas Tech. À l'âge de 21 ans il intégra le Corps des Marines des États-Unis dans lequel il servit deux années avant de reprendre ses études l'Université Texas Tech.

### Vie privée
Il se marie en 1965 avec Marie Elyse Soape, avec qui il a un fils, Bernard Corbin, né en 1970. Ils divorcent en 1974.
En 1976, il épouse Susan Berger dont il se sépare en 1992. Ensemble, ils ont deux fils : Jim Barry Corbin, né en 1979 et Christopher Corbin, né en 1982.
Il a également une fille, Shannon Corbin, née en 1965, qui fut adoptée enfant et qui a retrouvé son père à 26 ans. Il a un petit fils, Jordan Walker Ross, né en 1990.

## Filmographie

### Cinéma

#### Longs métrages
- 1980 : Urban Cowboy de James Bridges : Oncle Bob
- 1980 : Faut s'faire la malle (Stir Crazy) de Sidney Poitier : Walter Beatty
- 1980 : Ça va cogner (Any Which Way You Can) de Buddy Van Horn : Zack
- 1981 : Réincarnations (Dead & Buried) de Gary Sherman : Phil
- 1981 : Accroche-toi Nashville (en) (The Night the Lights Went out in Georgia) de Ronald F. Maxwell : Wimbish
- 1982 : La Cage aux poules (The Best Little Whorehouse in Texas) de Colin Higgins : C.J.
- 1982 : Honkytonk Man de Clint Eastwood : Arnspringer
- 1982 : Six Pack (en) de Daniel Petrie : Un shérif
- 1982 : The Ballad of Gregorio Cortez (en) de Robert M. Young : Abernathy
- 1983 : WarGames de John Badham : Général Beringer
- 1983 : L'Homme à femmes (The Man Who Loved Women) de Blake Edwards : Roy Carr
- 1985 : Les Aventuriers de la 4e dimension (My Science Project) de Jonathan R. Betuel : Lew Harlin
- 1986 : Rien en commun (Nothing in Common) de Garry Marshall : Andrew Woolridge
- 1986 : Hard Traveling (en) de Dan Bessie : Frank Burton
- 1987 : Under Cover (en) de John Stockwell : Sergent Irvin Lee
- 1987 : Off the Mark (en) de Bill Berry : Walt Warner
- 1988 : Critters 2 (Critters 2 : The Main Course) de Mick Garris : Harry
- 1988 : À la vie à la mort (Permanent Record) de Marisa Silver : Jim Sinclair
- 1988 : It Takes Two de David Beaird : George Lawrence
- 1989 : Mais qui est Harry Crumb ? (Who's Harry Crumb?) de Paul Flaherty : P.J. Downing
- 1990 : Papa est un fantôme (Ghost Dad) de Sidney Poitier : Mr Emery Collins
- 1990 : Hot Spot (The Hot Spot) de Dennis Hopper : Un shérif
- 1990 : Short Time (en) de Gregg Champion (en) : Un capitaine
- 1991 : Une place à prendre (Career Opportunities) : Officier Don
- 1996 : Le Guerrier d'acier (Solo) de Norberto Barba : Général Clyde Haynes
- 1996 : Sang-froid (Curdled) (Curdled) de Reb Braddock : Lodger
- 1997 : The Fanatics (en) de Marc Lasky : Robert Blister
- 1999 : Coupable d'amour (Judgement Day : The Ellie Nesler Story) de Stephen Tolkin (en) : Tony Serra
- 1999 : Held Up (en) de Steve Rash : Pembry
- 2000 : Timequest (en) de Robert Dyke : Lyndon Johnson
- 2001 : Mon copain Mac, héros des étoiles (Race to Space) de Sean McNamara : Earl Vestal
- 2001 : Clover Bend de Michael Vickerman : Cotton
- 2001 : The Gristle de David Portlock : Sénateur Dorm
- 2001 : The Journeyman de James Crowley : Charlie Ledbetter
- 2001 : Une famille en enfer (en) (No One Can Hear You) de John Laing (en) : Shérif Joe Webster
- 2002 : Waitin' to Live de Joey Travolta : Buford Pike
- 2003 : Dunsmore de Peter Spirer : Shérif Breen
- 2003 : Tin Can Shinny de Carl Braun et Wayde Gardner : Jack
- 2005 : Yesterday's Dreams de Scott Thomas (en) : Le pasteur
- 2006 : Le bonheur oublié (en) (Beautiful Dreamer) de Terri Farley Teruel : Le grand-père
- 2007 : No Country for Old Men de Joel et Ethan Coen : Ellis
- 2007 : Very Bad Strip, la cave se rebiffe ! (The Grand) de Zak Penn : Jimminy Faro
- 2007 : Dans la vallée d'Elah (In the Valley of Elah) : Arnold Bickman
- 2007 : River's End de William Katt : Shérif Buster Watkins
- 2008 : Lake City (en) d'Hunter Hill et Perry Moore (en) : George
- 2008 : Beer for My Horses (en) de Michael Salomon (en) : Buck Baker
- 2009 : Feed the Fish de Michael Matzdorff : Axel Andersen
- 2009 : That Evening Sun (en) de Scott Teems (en) : Thurl Chessor
- 2009 : Un mariage presque parfait (en) (Not Since You) de Jeff Stephenson : Oncle Dennis
- 2010 : Provinces of Night (en) de Shane Dax Taylor : Itchy
- 2010 : Rising Stars (en) de Daniel Millican : Un fermier
- 2010 : Nonames de Kathy Lindboe : Ed
- 2010 : The Next Door Neighbor de Zach Smith : Juge Rodgers
- 2011 : Sedona de Tommy Stovall : Les
- 2011 : Valley of the Sun de Stokes McIntyre : Gene Taggert
- 2011 : Game War (Universal Squadrons) de Mark Millhone : Deakin
- 2011 : Redemption: For Robbing the Dead (en) de Thomas Russell : Juge Smith
- 2011 : 3 Blind Saints de John Eschenbaum : Rusty Pickens
- 2012 : Cinema Six de Mark Potts et Cole Selix : Roger
- 2012 : The Man Who Shook the Hand of Vicente Fernandez d'Elia Petridis : Walker
- 2012 : Born Wild de Dustin Rikert : Ray Jennings
- 2013 : This Is Where We Live de Josh Barrett et Marc Menchaca : Bode
- 2014 : The Homesman de Tommy Lee Jones : Buster Shaver
- 2014 : Planes 2 (Planes : Fire & Rescue) de Roberts Gannaway : Ol' Jammer (voix)
- 2014 : Dawn of the Crescent Moon de Kirk Loudon : Cyrus
- 2014 : Finding Harmony de Dagen Merrill : Grady Pickett
- 2015 : Windsor de Porter Farrell : Gil Denton
- 2015 : Beyond the Farthest Star d'Andrew Librizzi : Chef Burns
- 2015 : Noël dans les montagnes (Christmas in the Smokies) de Gary Wheeler : Wade Haygood
- 2016 : Last Man Club de Bo Brinkman : Pete Williams
- 2016 : New Life de Drew Waters : Oscar
- 2017 : Mountain Top de Gary Wheeler : Sam Miller
- 2017 : The Valley de Saila Kariat : Gary
- 2017 : All Saints de Steve Gomer : Forrest
- 2017 : Ay Lav Yu Tuu de Sermiyan Midyat : Le gouverneur
- 2017 : An American in Texas d'Anthony Pedone : Larry Korchinsky
- 2018 : Farmer of the Year de Vince O'Connell et Kathy Swanson : Hap Anderson
- 2019 : La Victoire dans le sang (Trading Paint) de Karzan Kader : Sheriff Taylor
- 2019 : The Bay House de Bo Brinkman : Cowden Brooks
- 2019 : The Margarita Man de Daniel Ramos : Chef Doyle
- 2019 : Eminence Hill de Robert Conway : Noah
- 2020 : Star Trek : First Frontier de Kenneth Smith : John April
- 2020 : Magic Max de James D. Fields : Grismer
- 2021 : Funny Thing About Love d'Adam White : Joe
- 2022 : Killers of the Flower Moon de Martin Scorsese : Turton
- 2022 : The Pipeline de Caitlin Kazepis : Lester Galloway

#### Courts métrages
- 2003 : Blackwater Elegy de Joe O'Brien et Matthew Porter : J.T.
- 2007 : A Death in the Woods de Scott Teems : Shérif Roller
- 2007 : Trail End de Shannan Keenan : Hank
- 2013 : Metropolis II : Highway to Heaven de Phil Swinburne : Le grand-père
- 2014 : The Hitchhiker d'Alexander Harrison Jacobs : Leonard
- 2015 : Another Front Line de Cathrine Hatcher : Jerry
- 2016 : Something's Different About Felix Weathers de Matt Russak : Felix Weathers
- 2018 : The Dilemma de Michael Goldermann : Gerald

### Télévision

#### Séries télévisées
- 1979 / 1981 / 1983 - 1985 : Dallas : Shériff Fenton Washburn
- 1981 : M.A.S.H. : Sgt. Joe Wickers
- 1981 : Pour l'amour du risque (Hart to Hart) : Shérif Bud Williams
- 1983 : Les oiseaux se cachent pour mourir (The Thorn Birds) : Pete
- 1983 : Tucker's Witch : Ted Lomax
- 1983 : 1984 : Boone : Merit Sawyer
- 1984 : Capitaine Furillo (Hill Street Blues) : Monty Tasco
- 1984 : L'usine de canard (The Duck Factory) : Hubbell
- 1984 : Une intime conviction (Fatal Vision) : Franz Grebner
- 1984 - 1985 : Call to Glory : Mr Hunter
- 1985 : Mort en Californie (A Death in California) : Jim Heusdens
- 1985 : Washingtoon : Sénateur Bunky Muntner
- 1986 : La Cinquième Dimension (The Twilight Zone) : Pete Siekovich
- 1986 : Tall Tales & Legends : Mr Jenkins
- 1987 : Arabesque (Murder She Wrote) : Lieutenant Lou Flannigan
- 1987 : Matlock : Colonel Steven McRea
- 1987 : Mr. President : Bullard
- 1987 : Spies : Thomas Brady 'C of B'
- 1987 - 1988 : Le monde merveilleux de Disney (The Wonderful World of Disney) : Elmore / Jimmy Crockett
- 1989 : Lonesome Dove : Roscoe Brown
- 1989 : Amen : Capitaine King
- 1989 : I Know My First Name Is Steven : Officier Warner
- 1989 : The Famous Teddy Z : Zed Westhymer
- 1990 - 1995 : Bienvenue en Alaska (Northern Exposure) : Maurice J. Minnifield
- 1992 : Paradis perdu (The Keys) de Richard Compton : Earl
- 1995 : Murphy Brown : Richard Cooper
- 1995 : Life with Louie : Oncle Sammy
- 1996 : Ellen : Jack Penney
- 1996 - 1997 : Flic de mon cœur (The Big Easy) : Sheriff C.D. LeBlanc
- 1997 : A la Une (Ink) : Dylan
- 1997 : Columbo : Clifford Calvert
- 1998 : Le Drew Carey Show (The Drew Carey Show) : Chuck Fifer
- 1998 : JAG : Percival Bertram
- 1998 : Spin City : Peter Noland
- 1998 : L'Irrésistible Jack (The Closer) : Angus Clayton
- 1998 : Les 7 mercenaires (The Magnificent Seven) : Wickes
- 1999 : Walker, Texas Ranger : Ben Crowder
- 1999 : Les Rois du Texas (King of the Hill) : Le chef des pompiers (voix)
- 1999 : Au-delà du réel : L'aventure continue (The Outer Limits) : Carlton Powers
- 1999 : Chicken Soup for the Soul : Le médecin
- 2001 : Les chemins de l'étrange (Mysterious Ways) : Professeur Rudy Sullivan
- 2002 : Reba : JV
- 2002 : On the Road Again : Sheriff George Mathers
- 2003 - 2009 : Les Frères Scott (One Tree Hill) : Whitey Durham
- 2007 - 2012 : The Closer : L.A. enquêtes prioritaires (The Closer) : Clay Johnson
- 2008 : Psych : Enquêteur malgré lui (Psych) : Billy Joe
- 2008 - 2009 : The Unit : Commando d'élite (The Unit) : Carson
- 2012 : American Wives : Un vétéran
- 2012 - 2013 : Suit Up : Dick Devereaux
- 2012 - 2014 : Anger Management : Ed
- 2012 - 2014 : Modern Family : Merle Tucker
- 2014 : Parenthood : Ernie
- 2015 : Blood & Oil : Clifton Lundegren
- 2016 - 2018 : Young Sheldon : Gilford
- 2019 : The Ranch : Dale
- 2020 : Better Call Saul : Everett Acker
- 2020 - 2022 : 9-1-1: Lone Star : Stuart Ryder
- 2021 : Yellowstone : Ross

#### Téléfilms
- 1980 : Rage! de William A. Graham : Un résident
- 1981 : La Maison maudite (This House Possessed) de William Wiard : Lieutenant Fletcher
- 1981 : The Killing of Randy Webster de Sam Wanamaker : Nick Hanson
- 1981 : Les feux de la passion (Murder in Texas) de William Hale : McMasters
- 1981 : Bitter Harvest de Roger Young : Dr Agajanian
- 1981 : Norma Rae d'Edward Parone : Vernon Witchard
- 1982 : Terreur mortelle (Fantasies) de William Wiard : Naylor
- 1982 : Prime Suspect de Noel Black : Bob Austin
- 1982 : Bus Stop de Peter Hunt : Virgil 'Virge' Blessing
- 1983 : Travis McGee (en) d'Andrew V. McLaglen : Sheriff Hack Âmes
- 1984 : Flight 90 : Disaster on the Potomac de Robert Michael Lewis : Burt Hamilton
- 1984 : The Jesse Owens Story de Richard Irving : Un juge
- 1984 : The Ratings Game de Danny DeVito : Carl Wheeny
- 1986 : Combattante du feu (Firefighter) Robert Michael Lewis : Capitaine Johnson
- 1986 : L'Impossible évasion (The Defiant Ones) de David Lowell Rich : Floyd Carpenter
- 1986 : Les hommes du C.A.T. (C.A.T. Squad) de William Friedkin : Le directeur
- 1987 : Shelley Duvall Presents: American Tall Tales and Legends: John Henry : Mr Jenkins
- 1987 : Une couple à la une (Warm Hearts, Cold Feet) de James Frawley : Max
- 1987 : LBJ: The Early Years de Peter Werner : Juge Wirtz
- 1988 : Stranger on My Land de Larry Elikann : Gil
- 1988 : Défi dans la nuit (Man Against the Mob) de Steven Hilliard Stern : Big Mac McCleary
- 1988 : Secret Witness d'Eric Laneuville : Sheriff
- 1988 : Les disparus du lac (The People Across the Lake) d'Arthur Allan Seidelman : Malcolm Bryce
- 1989 : Red King, White Knight de Geoff Murphy : Bentick
- 1990 : Last Flight Out de Larry Elikann : Capitaine Bob Berg
- 1991 : Un homme aux abois (The Chase) de Paul Wendkos : Wallis
- 1991 : Conagher de Reynaldo Villalobos : Charlie McCloud
- 1992 : Paradis perdu (The Keys) de Richard Compton : Earl
- 1995 : Une petite ville bien tranquille (Deadly Family Secrets) de Richard T. Heffron : Mr Potter
- 1995 : Le dernier fléau (Virus) d'Armand Mastroianni : Dr. Clayman
- 1995 : Siringo de Kevin G. Cremin : Marshal John Llewellyn
- 1996 : Omission (My Son Is Innocent) de Larry Elikann : Dan Pendleton
- 1996 : Pour le meilleur et pour le pire (Kiss and Tell) d'Andy Wolk : George Reed
- 1997 : Cœur à louer (The Hired Heart) de Jeremy Kagan : Mike Hadley
- 1999 : Le Visage de la vengeance (A Face to Kill for) de Michael Toshiyuki Uno : Frank Hadley
- 1999 : Coup de foudre postal (Sealed with a Kiss) de Ron Lagomarsino : Wink 'Pop' Blake
- 2001 : Crossfire Trail de Simon Wincer : Sheriff Walter Moncrief
- 2002 : Nouveau départ (Hope Ranch) de Rex Piano : Shorty
- 2003 : Monte Walsh de Simon Wincer : Bob
- 2005 : Alien Express de Turi Meyer : Sénateur Frank Rawlings
- 2006 : Oranges amères (Hidden Places) d'Yelena Lanskaya : Un sheriff
- 2009 : Ben 10 : Alien Swarm d'Alex Winter : Max Tennyson
- 2009 : Wyvern de Steven R. Monroe : Hass
- 2013 : Le ranch de la vengeance (Shadow on the Mesa) de David S. Cass Sr. : Jake Rawlins
- 2018 : Un café et un nuage d'amour (Brimming with Love) de W.D. Hogan : Walter